# Masao Suzukita
Masao Suzukita (tiếng Nhật: 鈴木田 正雄, 1845 - 2 tháng 5 năm 1905) là một nhà báo Nhật Bản hoạt động dưới thời đại Minh Trị.

## Sự nghiệp và con người
Ông sinh ra ở Edo. Ông gia nhập Yomiuri Shimbun, một trong những tờ báo lâu đời nhất ở Nhật Bản, được thành lập bởi Koyasu Takashi và những người khác vào năm 1871. Năm 1874, ông là tổng biên tập đầu tiên của tờ báo
Sau khi rời khỏi công ty vào năm 1880 và trở thành một nhà báo độc lập, ông theo học Kido Okamoto và tham gia vào việc biên soạn và xuất bản "Ukiyo Shinbun". Ông cũng tự thành lập ra Suzukida Shimbun, và đồng thời trở thành biên tập của nó. Sau đó, ông tham gia vào việc biên tập tờ "Tohoku Jiyu Shimbun" và "Gunma Shimbun". Ông nghỉ hưu và qua đời không lâu sau đó.